# تاجر الحرب

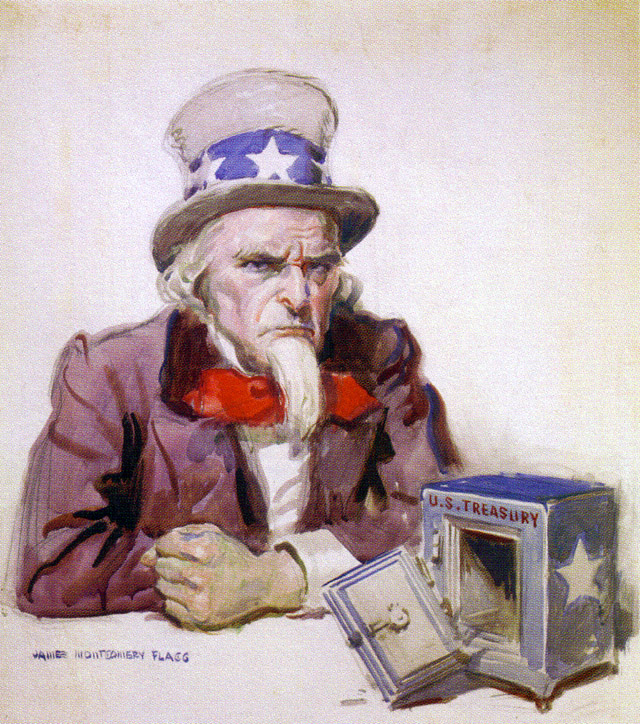
رسم توضيحي بعنوان "العم سام وخزانة فارغة" بعد الحرب العالمية الأولى

تاجر الحرب هو أي شخص أو منظمة تجني أرباحًا غير معقولة من الحروب أو من خلال بيع الأسلحة وغيرها من السلع إلى أطراف متحاربة. ويحمل هذا المصطلح عادةً دلالات سلبية قوية. كما أن الاستغلال التجاري العام - أي تحقيق أرباح توصف بأنها مفرطة أو غير معقولة - يحدث أيضًا في وقت السلم.
من أمثلة تجار الحرب "مليونيرات القمامة" الذين قيل إنهم باعوا صوفًا معاد تدويره وأحذية من الورق المقوى للجنود خلال الحرب الأهلية الأمريكية. ويعتقد بعض الباحثين[من؟] أن شركات الدفاع الكبرى الحديثة مثل لوكهيد مارتن، ميتسوبيشي، بوينغ، بي إيه إي سيستمز، جنرال ديناميكس، وآر تي إكس كوربوريشن تندرج ضمن هذا الوصف في حقبة ما بعد هجمات 11 سبتمبر.
ويستند هذا الرأي إلى النفوذ السياسي الذي تمارسه صناعة الأسلحة، فعلى سبيل المثال، أنفقت صناعة الدفاع الأمريكية في عام 2010 ما يقرب من 144 مليون دولار على الضغط السياسي على الحكومة الأمريكية، وتبرعت بأكثر من 22.6 مليون دولار لمرشحي الكونغرس الأمريكي.
كما شهدت تلك الفترة أرباحًا كبيرة لحملة الأسهم في شركات الدفاع.